# 605901 Montaghimre
605901 Montaghimre este o planetă minoră (asteroid) din centura de asteroizi. A fost descoperită pe 31 decembrie 2000 la  de . 
Obiectul prezintă o orbită caracterizată de o semiaxă mare de 3,0779177723756 UAi, o excentricitate de 0,23509290917224, o înclinație de 12,534056639376 ° în raport cu ecliptica.